# Curt Letsche

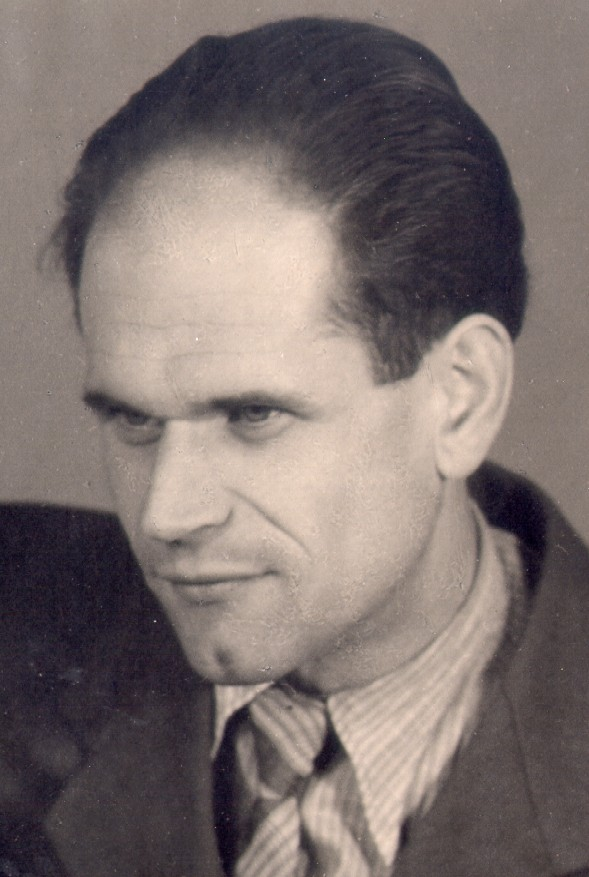
Curt Letsche im Jahr 1946

Curt Letsche (* 12. Oktober 1912 in Zürich; † 17. Februar 2010 in Jena; eigentlich Kurt Karl Letsche) war seit 1958 Schriftsteller von Science-Fiction- und Kriminalromanen sowie von romanhaften Schilderungen vom Widerstand gegen den Nationalsozialismus, die zum Teil auf eigenen Erlebnissen beruhten.

## Leben
Curt Letsche wuchs nach ersten Kinderjahren in der Schweiz ab 1920 in Ulm auf und absolvierte eine Lehre als Buchhändler. In die letzten Monate seiner Lehrzeit fiel die Machtübergabe an die Nazis, die im Mai 1933 die Bücherverbrennungen inszenierten. Der „Stahlhelm, Bund der Frontsoldaten“, in den er 1932 eingetreten war, wurde im Oktober 1933 in die Sturmabteilung (SA) eingegliedert, wodurch Curt Letsche „Sturmbannschreiber“ der SA-Standarte 120 in Ulm wurde. Im Herbst 1935 trat er aus der SA aus und engagierte sich danach im antifaschistischen Widerstand.
Er gehörte zeitweise zu einer bündischen Widerstandsgruppe aus dem Kreis von Karl Otto Paetel in Süddeutschland, die Verbindungen zu oppositionellen Geistlichen und zur „Schwarzen Front“ von Otto Strasser unterhielt. Curt Letsche war ab 1937 in eine von Alfred Broghammer (1911–1943) gebildete Fünfergruppe einbezogen, mit dem er bereits seit 1932 eng befreundet war. In Freiburg im Breisgau führte er ab 1935 die Christliche Buchhandlung „Wichernhaus“, der eine kleine Druckerei und zwei kleine Verlage angegliedert waren. Außerdem hatte er einen evangelischen „Schriften Verlag“ in Basel, wo er ein Postfach besaß, über das auch Korrespondenz zu anderen Widerstandskreisen abgewickelt wurde. Er hatte Verbindungen zur bündischen Jugend in Ulm und veröffentlichte neben „konfessionellen Hetzschriften“ – so die Naziterminologie –, die von oppositionellen Geistlichen verfasst waren, auch Texte aus dem „bündischen“ Umfeld, so die ersten Publikationen des aus Köln stammenden Ernst Reden (1914–1942), der damals in Ulm als Rekrut stationiert war und Hans Scholl zur Gründung einer illegalen Horte der dj.1.11. veranlasste. Curt Letsche vertrieb im Ausland Veröffentlichungen des in Eisenach ansässigen Verlegers Erich Röth (1895–1971), der umgekehrt Schriften der Broghammer-Gruppe druckte. Im Herbst 1938 löste Curt Letsche sich laut den Unterlagen der Nazijustiz erst von der „Schwarzen Front“, dann von Paetel (der ihn allerdings nach dem Zweiten Weltkrieg – mittlerweile in den USA lebend – in Pforzheim besuchte). Am 29. September 1939 wurde er in Freiburg als Angestellter der Uniklinik-Verwaltung von der Gestapo festgenommen, die ihm und seiner Frau die Fortführung der Buchhandlung unmöglich gemacht hatte. Zeitweilig wurde er in der Gestapo-Zentrale Prinz-Albrecht-Straße 8 in Berlin verhört und bekam in seiner Doppelzelle durch den Mithäftling mit, dass der Hitler-Attentäter Georg Elser zu diesem Zeitpunkt in Berlin einsaß (während im Nazi-Blatt Völkischer Beobachter am 22. November 1939 behauptet wurde, Elser werde in München verhört). Am 30. Januar 1940 wurde Curt Letsche ins Berliner Zellengefängnis Lehrter Straße, später nach Stuttgart verlegt und am 28. Oktober 1940 vom 2. Strafsenat des Oberlandesgerichts Stuttgart wegen „Vorbereitung zum Hochverrat“ zu sechs Jahren Zuchthaus verurteilt. Verhaftung und Verurteilung hatten mit seinem Versuch zu tun, über die „Schwarze Front“ Kontakt zu Eberhard Koebel-tusk in London aufzunehmen.
Curt Letsche war danach im Zuchthaus Ludwigsburg inhaftiert und hat Begebenheiten aus jener Zeit später in den Romanen Auch in jener Nacht brannten Lichter, Das Schafott (was im heutigen Strafvollzugsmuseum Ludwigsburg dokumentiert ist) und Schnittpunkte 1945 verarbeitet. Im April 1945 wurden die Häftlinge in einen Zug gesetzt, um in das KZ Mauthausen gebracht zu werden, jedoch schließlich in Kaisheim bei Donauwörth von der US-Armee befreit.
Als politischer Häftling am 11. Mai 1945 entlassen, kehrte Curt Letsche zunächst nach Kirchheim unter Teck zurück und wirkte dann als Verleger in Tübingen (wo er 1945/46 je ein Semester Medizin und Philosophie studierte), Stuttgart-Degerloch und Pforzheim. 1957 übersiedelte er „aus wirtschaftlichen Gründen“, die sicher mit Unzufriedenheit über die damalige restaurative Entwicklung in der BRD einhergingen, in die Deutsche Demokratische Republik. Dort arbeitete er zunächst als Kreisbibliothekar im Bezirk Magdeburg (Tangerhütte und Stendal). Ab 1959 wirkte er als freier Schriftsteller. Nach einigen Jahren in Dorndorf/Rhön, Unterkatz-Dörrensolz und Bad Salzungen lebte er von 1971 bis zu seinem Tod in Jena.
Neben zahlreichen Lesungen aus seinen Büchern in der DDR, wo er im Schriftstellerverband mitarbeitete, unterstützte Curt Letsche auch die Arbeit der VVN-BdA und das Gedenken an die Naziverfolgten in Baden-Württemberg durch Lesungen, Ansprachen und als Referent bei Seminaren. Auf eigenen Wunsch wurde er in einem Sammelgrab auf dem Nordfriedhof in Jena beigesetzt.
Curt Letsche war zweimal verheiratet, von 1934 bis 1950 mit Lotte (Charlotte) Letsche geb. Reck aus Ulm (1911–1996) und von 1951 bis zu seinem Tod mit Lore Letsche geb. Reuß (1920–2023) aus Pforzheim. Seine beiden Söhne Lothar Letsche (geb. 1946) und Wolfgang Henson (1950–2021) wurden in Tübingen geboren.

## Werk
Vor und nach dem Zweiten Weltkrieg – unterbrochen durch seine Inhaftierung – war Curt Letsche im Raum des heutigen Baden-Württemberg vor allem als Verleger tätig. Als Autor in der DDR veröffentlichte er ab 1960 hauptsächlich Kriminalromane mit politischem Hintergrund. In mehreren Romanen verarbeitete er eigene Erlebnisse aus dem antifaschistischen Widerstand; damit erreichte er ab 1979 auch ein Publikum in der damaligen westdeutschen Bundesrepublik. Seine drei in der DDR erschienenen Science-Fiction-Romane und die aus dem Nachlass veröffentlichte SF-Erzählung schildern auf humorvolle Art anachronistische Verhaltensweisen in einer fortschrittlichen Gesellschaft.

### Bibliografie

#### 1936–1952
In der chronologischen Auflistung sind nur Titel angegeben, die in einem Bibliothekskatalog enthalten oder von denen ein Belegexemplar nachweisbar ist. Ein „Vita Nova“ beziehungsweise „Vita Nuova Verlag“, meist unterschiedlich geschrieben, bestand in den ersten Jahren nach dem Zweiten Weltkrieg sowohl in Stuttgart-Degerloch als auch in Tübingen, da diese Orte in Deutschland 1945 bis 1949 zu unterschiedlichen Besatzungszonen gehörten. In Stuttgart musste die US Publications Control, in Tübingen die französische Besatzungsbehörde jede Buchveröffentlichung genehmigen, und das Impressum trägt auch jeweils einen entsprechenden Vermerk.
- 1936: Claus Weber [= Kurt Letsche]: Heinrich Lersch: Dichter und Arbeiter. Ernst Schmied Verlag Freiburg i. Br.[19]
- 1937: Evangelische Bücherschau. (Zusammenstellung: Kurt Letsche.) Christliche Buchhandlung Wichernhaus Freiburg im Breisgau (mehrere Folgen)
- 1937: Das unbekannte Foto. 6 Fotokarten. 1. Folge: Jupp Hüttenmeister, Ernst Reden, Ul Ulf. D-Verlag Kurt Letsche Freiburg i. Br. o. J.
- 1937–1938: Das unbekannte Gedicht [Hrsg. Kurt Letsche] 1. Folge: Bernhard Sieper, Bruno Mohr, Werner Leut; Originalschnitt von Hans Dost. 2. Folge: Berthold Friedrich Karsten, Reinhold Nord, Ernst Reden.[20][21] 4. Folge: Walter Bauer, K. H. Bodensiek, Heinrich Ossenberg, Gerd Vielhaber. D-Verlag Freiburg i. Br. o. J.
- 1938: Ulrich Nielsen: Rompilger oder Protestanten? Ein Wort zu Alfred Rosenbergs Protestantische Rompilger. Eine Entgegnung zu Rosenbergs Schrift von aufrichtigen Christen. [überarbeitet von Kurt Letsche][22] Evangelische Schriften, Heft 8. Schriften Verlag Basel o. J.
- 1945: Carl Hilty: Vom Sinn des Leids. Ausgewählte Worte. Vorwort: Kurt Letsche. (= Ausgewählte Worte I). Vita nova-Verlag Stuttgart-Degerloch. 2. Auflage: Vita nova-Verlag Stuttgart-Degerloch 6/1947.
- 1946: Wir sind das Land. Worte vom Unvergänglichen. Hrsg. und Vorwort: Curt Letsche. Vita nova-Verlag Stuttgart-Degerloch. Weitere Ausgabe: Vita Nuova-Verlag Tübingen 7/1947
- 1946: DU! Vom Geheimnis der Liebe. Ausgewählte Worte. (= Ausgewählte Worte II). Vita nova-Verlag Stuttgart-Degerloch[23]
- 1946: Epiktet: Das Handbüchlein der Moral. Nach der Übertragung von Carl Hilty. Vita nova-Verlag Stuttgart-Degerloch. Abweichende spätere Ausgabe: Epictet: Das Handbüchlein der Moral. Vorwort: Curt Letsche. Vita nuova-Verlag Tübingen 1948.
- 1947: Kleines Tagebuch der Liebe. Nach Tagebuchaufzeichnungen ausgewählt von Curt Letsche. (Gezeichnete Worte: Fritz Stelzer.) Vita Nova-Verlag Stuttgart-Degerloch. Weitere Ausgabe: Vita Nuova-Verlag Tübingen. Erweiterte Neuausgabe: Kleines Tagebuch der Liebe. Die seidenen Bücher, hrsg. von Curt Letsche. Imago-Verlag Pforzheim o. J. (1952)[24]
- 1947: Fjodor Michailowitsch Dostojewski: Geheimnis des Lebens. Auswahl. Hrsg. und Nachwort: Curt Letsche. Vita Nuova-Verlag Tübingen 6/1947.
- 1948: William Shakespeare: Sei dir selber treu. Ausgewählte Worte. Hrsg. und bearbeitet von Curt Letsche. Vita Nuova-Verlag Stuttgart.
- 1949: Covald, C. L. [= Curt Letsche u. a.]: Brevier zur Ehe. [vermutlich Tübingen 1949][25]
- 1949: Das Albrecht Dürer Büchlein. Auswahl und Text von Curt Letsche. Mit 30 Bildtafeln. Vita Nuova-Verlag Stuttgart u. a. Neuauflage: Mit 29 Bildtafeln, 6 gez. Bl. IMAGO-Meister-Band. Vita Nuova-Verlag Stuttgart, Tübingen 1950. 3. veränderte Auflage. Veröffentlichung des Buch- und Kunst-Studio Curt Letsche. Pforzheim. o. J. (ca. 1952)
- 1952: Das Europa Büchlein. Hrsg. C. C. Letsche. Imago-Verlag Pforzheim o. J.
- 1952: Rene Marill Alberes: Antoine de Saint-Exupéry. Hrsg. C. C. Letsche. Imago-Verlag Pforzheim
- 1952: Ewigkeit schwingt über ihnen Kreise. Hrsg. C. C. Letsche. Imago-Verlag Pforzheim o. J.[26]

In den genannten Verlagen erschienen ab 1945 – neben den oben genannten Autoren – auch Titel von: Theodor Haug, Sören Kierkegaard, Jack London, Guy de Maupassant, Prosper Mérimée, Alfred de Musset, John Henry Newman, Novalis (= Georg Philipp Friedrich von Hardenberg), Blaise Pascal, Romain Rolland, Antoine de Saint-Exupéry, Albert Schweitzer, Wladimir Sergejewitsch Solowjow (Solowjew), Leo Tolstoi, Miguel de Unamuno, Otto Witt, sowie eine kalligraphische Ausgabe des 90. Psalms. Angekündigt waren Schriften bzw. Ausgewählte Worte von Henri-Frédéric Amiel, Laotse, Maurice Maeterlinck, Jean-Jacques Rousseau.
Als Publikationen von Curt Letsche anderswo mitgeteilte oder angekündigte, aber bisher nicht aufgefundene Titel:
Freiburg und Basel 1936–1938:
- Das unbekannte Lied[29]
- weitere Folgen des Unbekannten Gedicht und Unbekannten Foto
- Ernst Reden: Vom jungen Leben[30]
- Begegnung. Essays. Freiburg i. Br. 1937[31]
- weitere Hefte des Schriften Verlags Basel, darunter eine kritische Auseinandersetzung mit den religiösen Ansichten von Mathilde Ludendorff

Angekündigt vom Vita Nova-Verlag Stuttgart-Degerloch 1946:
- Das kleine Buch der Weisheit. Vom Geist der Welt
- Es nähret das Leben vom Leide sich … Von Menschen, die es erfahren. Worte vom Trost der Seele.
- Kleines Ehe-Brevier[33]
- Weg und Ziel. Über das Leben. Ausgewählte Worte
- Worte der Weisung
- Zauber der Stunde. Worte zur Freude

Angekündigt als „Begleit-Bücher“ vom Imago-Verlag Pforzheim für 1952/53:
- Das kleine Nachtbüchlein. Gedanken zur Nacht mit zahlreichen Bildwiedergaben nach Handzeichnungen und Gemälden von Rembrandt.[35]
- Das kleine Buch von dir – und mir. Ein Brevier der Ehe mit zahlreichen Bildwiedergaben.

#### Ab 1958
Vorne ist jeweils das Jahr der 1. Auflage angegeben.
- 1958: Der Fall Rudolf Pflüger. In: NDL – neue deutsche literatur, Aufbau-Verlag Berlin/DDR, Heft 12/1958, S. 59–65.
- 1960: Der graue Regenmantel. Kleine Roman-Reihe. Mitteldeutscher Verlag Halle/Saale (2. Aufl. 1961, 3. Aufl. 1963, 4. Aufl. 1964)
- 1960: Auch in jener Nacht brannten Lichter. (Illustrationen: Werner Ruhner.) Verlag Neues Leben Berlin/DDR[36]
- 1961: Und für den Abend eine Illusion. Mitteldeutscher Verlag Halle/Saale
- 1965: Die gläserne Falle. Kriminalerzählung. Blaulicht 59. Das Neue Berlin.
- 1966: Alarm in der Nacht. Kriminalerzählung. Blaulicht 73. Das Neue Berlin.
- 1966: Schwarze Spitzen. Kriminalroman. (Illustrationen von Werner Nauer.) Greifenverlag Rudolstadt.
- 1967: Das geheime Verhör. Kriminalroman. (Mit 17 Illustrationen von Walter Nauer.) Greifenverlag Rudolstadt (2. Aufl. 1972)
- 1968: Verleumdung eines Sterns. Utopischer Roman. (Mit 21 Illustrationen von Rolf F. Müller.) Greifenverlag Rudolstadt. (2. Aufl. 1968, 3. Aufl. 1973). 4. Aufl. 1987: ISBN 3-7352-0076-1.
  - Heftausgabe: Roman-Zeitung Heft 233. Verlag Volk und Welt Berlin/DDR 1968.
- 1970: Der Mann aus dem Eis. Utopischer Roman. (Mit 20 Illustrationen von Helmut Fiege.) Greifenverlag Rudolstadt
- 1974: Raumstation Anakonda. Utopischer Roman. (Mit 20 Illustrationen von Helmut Fiege.) Greifenverlag Rudolstadt (2. Aufl. 1976, 3. Aufl. 1982)
- 1977: Das andere Gesicht. Kriminalroman. Greifenverlag Rudolstadt (2. Aufl. 1978).
  - Paperback: Greifen Kriminal Reihe, Greifenverlag Rudolstadt 1981. (2. Aufl. 1986). 3. Aufl. 1989, 4. Aufl. 1990: ISBN 3-7352-0028-1.
  - Slowakische Ausgabe: Curt Letsche: Druhá Tvár. Übersetzung: Mária Horváthová. Edicia Labyrint, Band 87. Smena-Verlag (Publikationsnummer 2664), Bratislava 1981.
- 1979: Das Schafott. Greifenverlag Rudolstadt (2. Aufl. 1980). BRD-Lizenzausgabe: Röderberg-Verlag Frankfurt/Main 1979. ISBN 3-87682-705-1
  - Neuauflage mit einem dokumentarischen Anhang, hrsg. von Lothar Letsche. Pahl-Rugenstein Verlag Nf. Bonn 2011. ISBN 978-3-89144-436-8 [Anhang mit Beiträgen von Carsten Kohlmann, Fritz Endemann, Erich Viehöfer, Curt Letsche, Ada Ipenburg, Lothar Letsche, u. a. zu den Biographien von Andreas Wössner (1898–1942), Hermann Cuhorst (1899–1991), Wim Ipenburg (1921–1992) sowie der des Autors]
  - Ukrainische Ausgabe (in kyrill. Schrift): Kurt Letše. Ešafot. Roman. Übersetzung: Halyna Lozyns’ka. (Illustrationen: Volodymyr Pinihin.) Vydavnyctvo Kamenjar [= Steinmetz-Verlag], L’viv 1983.
  - Gekürzter Abdruck in ukrainischer Literaturzeitschrift: Vsesvit.[37] ISSN 0320-8370 (Chefredakteur: Vitalij Korotyč.) Kyïv, 8-1983 [August 1983], S. 4–95
- 1983: Der Geisterzug. Roman. Das Taschenbuch 208. Militärverlag der Deutschen Demokratischen Republik Berlin/DDR[38]
- 1984: Zwischenfall in Zürich. Roman. Greifenverlag Rudolstadt
- 1986: Operation Managua. Krimi. Weltkreis-Krimi. Weltkreis-Verlag Dortmund. ISBN 3-88142-368-0.
- 1994: Chromosom X. Eine keineswegs phantastische Geschichte. Spotless-Verlag Berlin. ISBN 3-928999-42-7
- 2012 (ca. 1998–2001 entstanden): Bilder einer anderen Welt. Science-Fiction Erzählung. Edition TES im Ulenspiegel-Verlag Waltershausen und Erfurt. ISBN 978-3-932655-35-7[39]
- 2013 (1987 abgeschlossen): Schnittpunkte 1945. Roman. Aus dem Nachlass des Autors mit einem dokumentarischen Anhang hrsg. von Lothar Letsche. Pahl-Rugenstein Verlag Nf. Bonn. ISBN 978-3-89144-456-6[40]

## Auszeichnungen
- Max-Reger-Kunstpreis,[41] Kunstpreis des Bezirkes Suhl (1969)[42]
- Vaterländischer Verdienstorden in Bronze (1977)[42]
- Kunstpreis des Bezirkes Gera (1980)[42]